# Leo J. Nowicki
Leo J. Nowicki (* 17. Februar 1904 in Giecz, Provinz Posen, Preußen; † 15. September 1990) war ein US-amerikanischer Politiker. Zwischen 1937 und 1939 war er Vizegouverneur des Bundesstaates Michigan.

## Werdegang
Im Jahr 1906 kam Leo Nowicki mit seinen Eltern aus seiner heute zu Polen gehörenden Heimat in die Vereinigten Staaten, wo sich die Familie in Michigan niederließ. 1925 absolvierte er die University of Michigan in Ann Arbor, an der er zum Bauingenieur ausgebildet wurde. Anschließend arbeitete er in dieser Branche. Politisch wurde er Mitglied der Demokratischen Partei. Zwischen 1933 und 1936 war er Abwasserbeauftragter (Drain Commissioner) im Wayne County.
1936 wurde Nowicki an der Seite von Frank Murphy zum Vizegouverneur von Michigan gewählt. Dieses Amt bekleidete er zwischen 1937 und 1939. Dabei war er Stellvertreter des Gouverneurs und Vorsitzender des Staatssenats. Im Jahr 1938 wurde er nicht wiedergewählt. Nach seiner Zeit als Vizegouverneur ist er politisch nicht mehr in Erscheinung getreten. Er starb am 15. September 1990 und wurde in Loxahatchee (Florida) beigesetzt.